# Meshack Ubochioma
Meshack Izuchukwu Ubochioma (Imo, 29 novembre 2001) è un calciatore nigeriano, attaccante del Livingston in prestito dal Dundee Utd.

## Statistiche

### Presenze e reti nei club
Statistiche aggiornate al 29 maggio 2023.
| Stagione            | Squadra             | Campionato          | Campionato | Campionato | Coppe nazionali | Coppe nazionali | Coppe nazionali | Coppe continentali | Coppe continentali | Coppe continentali | Altre coppe | Altre coppe | Altre coppe | Totale | Totale | Totale |
| Stagione            | Squadra             | Comp                | Pres       | Reti       | Comp            | Pres            | Reti            | Comp               | Pres               | Reti               | Comp        | Pres        | Reti        | Pres   | Reti   |        |
| ------------------- | ------------------- | ------------------- | ---------- | ---------- | --------------- | --------------- | --------------- | ------------------ | ------------------ | ------------------ | ----------- | ----------- | ----------- | ------ | ------ | ------ |
| gen.-giu. 2020      | Nafta 1903          | 2.SNL               | 1          | 0          | CS              | 2               | 0               | -                  | -                  | -                  | -           | -           | -           | 3      | 0      |        |
| 2020-2021           | Nafta 1903          | 2.SNL               | 17         | 12         | CS              | 2               | 0               | -                  | -                  | -                  | -           | -           | -           | 19     | 12     |        |
| Totale Nafta 1903   | Totale Nafta 1903   | Totale Nafta 1903   | 18         | 12         |                 | 4               | 0               |                    | -                  | -                  |             | -           | -           | 22     | 12     |        |
| 2021-2022           | Zalaegerszeg        | NBI                 | 31         | 4          | CU              | 1               | 0               | -                  | -                  | -                  | -           | -           | -           | 32     | 4      |        |
| 2022-2023           | Zalaegerszeg        | NBI                 | 32         | 4          | CU              | 4               | 0               | -                  | -                  | -                  | -           | -           | -           | 36     | 4      |        |
| Totale Zalaegerszeg | Totale Zalaegerszeg | Totale Zalaegerszeg | 63         | 8          |                 | 5               | 0               |                    | -                  | -                  |             | -           | -           | 68     | 8      |        |
| Totale carriera     | Totale carriera     | Totale carriera     | 81         | 20         |                 | 9               | 0               |                    | -                  | -                  |             | -           | -           | 90     | 20     |        |

## Palmarès

### Club

#### Competizioni nazionali
- Coppa d'Ungheria: 1

Zalaegerszeg: 2022-2023
- Scottish Challenge Cup: 1

Livingston: 2024-2025